# Monsenyor
Monsenyor (de mon i senyor) és un tractament que s'empra davant del nom propi d'alguns eclesiàstics amb una dignitat especial, com els bisbes i els capellans de Sa Santedat entre d'altres. No obstant això, habitualment es pren la paraula "monsenyor" com un títol honorífic per indicar els títols honorífics dels que reben aquest tractament.
A banda dels bisbes, vicaris generals de les diòcesis, i alguns oficials de la cúria romana, tres títols honorífics concedits a sacerdots seculars requereixen l'ús del tractament "monsenyor": Capellà de Sa Santedat, Prelat d'Honor de Sa Santedat i Protonotari apostòlic. Abans del Pau VI eren 14 els títols honorífics que requerien el tractament, però Pau VI, amb el motu proprio "Pontificalis Domus" del 28 de març de 1968, els va reduir als tres esmentats.
El Papa Francesc, el gener del 2014, va decidir reduir encara més aquests títols, i va deixar només el títol de Capellà de Sa Santedat, a més de no concedir-lo a sacerdots menors de 65 anys. Atès que aquesta determinació no té caràcter retroactiu, els sacerdots que tinguin qualsevol d'aquests títols els conserven encara. Igualment, no afecta les persones que reben el tractament de monsenyor per altres títols (com els bisbes).
A França, monsenyor (francès monseigneur) va ser un títol que es donava en propietat al delfí, i, per extensió o cortesia, a altres subjectes d'alta dignitat, com ara prínceps, ducs, pars o presidents de consells.